# Lê Đức Anh
Lê Đức Anh (angol átírásban: Le Duc Anh; Bình Trị hiện, ma: Thừa Thiên-Huế tartomány, 1920. december 1. – Hanoi, 2019. április 22.) vietnámi katonatiszt, tábornok, hadügyminiszter, az ország államfője 1992 és 1997 között.

## Élete
Egyszerű sorú családból származott, 17 éves korában egy konzervgyárban dolgozott, amikor csatlakozott a francia gyarmatosítók ellen harcoló gerillákhoz, a későbbi Việt Minhhez. 1938-ban lépett be az Indokínai Kommunista Pártba (későbbi – mai – nevén: Vietnámi Kommunista Párt). Hivatásos katonai pályafutása csak 1945 után kezdődött – addigra egy balesetben elveszítette egyik szemét –, elméleti képzést pártiskolákban, katonai szakképzést a Szovjetunióban kapott. Vezetője volt a Nemzeti Front Dél-Vietnám Felszabadításáért (közismert nevén: vietkong) Dél-Vietnám területén harcoló alakulatainak, s ő volt a helyettes parancsnoka annak a hadműveletnek, mellyel 1975-ben kiszorították az amerikai csapatokat Saigonból. Ő volt a parancsnoka a kambodzsai–vietnámi háború során a szomszédos országba behatoló, és a Vörös Khmerek rendszerét megbuktató vietnámi és kambodzsai csapatoknak, illetve a Kambodzsában állomásozó alakulatok parancsnokaként az országban is maradt 1981-ig.
1976 óta tagja a VKP központi bizottságának, 1982 óta pedig a 13 tagú politikai bizottságnak is. 1987 február 16-án egy jelentős kormányátalakítás keretében Văn Tiến Dũng korábbi nemzetvédelmi miniszter helyett Lêt nevezték ki a tárca élére. Már miniszterként szorgalmazta az 1979-ben mélyponton lévő kínai–vietnámi kapcsolatok normalizálását, s e célból 1991-ben Kínába utazott, ahol tárgyalásokat folytatott kínai vezetőkkel. A sajtóban már ekkor a VKP második legfontosabb embereként emlegették.
1992 augusztusában miniszteri pozíciójából felmentették (utóda Đoàn Khuê lett), szeptember 10-én pedig - Võ Chí Côngot váltva - a Quốc hội (vietnámi nemzetgyűlés) az ország államelnöki pozíciójába választotta. A külföldön kevéssé ismert, amolyan szürke eminenciásnak tartott állami vezetőt alapvetően konzervatívnak tartották, ugyanakkor az elsősorban jelképes, illetve reprezentatív pozíciónak tartott államelnökség jelentőségét növelni kívánta azzal, hogy a Võ Văn Kiệt miniszterelnök által elindított gazdasági és politikai nyitását ellensúlyozni akarta. Ezt bizonyos szempontból valóban sikerült is elérnie, mert Võ Chí Công reformjai megtorpantak, ugyanakkor az a szándéka, hogy a miniszterelnököt a pozíciójából elmozdítsa, nem teljesült. A még nála is konzervatívabbnak tartott Đỗ Mười pártfőtitkárhoz képest Lê tulajdonképpen a mérleg nyelvének szerepét töltötte be a kommunista pártvezető és a reformer kormányfő között.
Lê Đức Anh folytatta a Kína-barát politizálást azzal, hogy 1992-ben, már mint államelnök fogadta Li Penget - akkor másfél évtized után történt ilyen magas szintű eszmecsere az országok között. A megbeszéléseken ugyan nem sikerült a vitatott hovatartozású Spratly-szigetekről döntésre jutni, de az a tény, hogy mindkét fél a békés megegyezést hangoztatta, a korábbi fagyos helyzet olvadására utalt. egy évvel később a vietnámi államelnök látogatott Kínába, amit utóbb a két ország kapcsolatai helyreállásának dátumaként tartanak számon. Lê Đức Anh elnöksége idején áldozott le be a kommunista világnak a Szovjetunió szétesésével, ám az általa csak Gorbacsov-fóbiának nevezett változásoknak mereven ellenállt. Az ország politikai berendezkedése nem változott, de a gazdasági fejlődés tovább folytatódott.
Lê Đức Anh még pozíciója betöltése idején agyvérzést kapott, és orvosai nem is fűztek nagy reményt állapota javulásához, de csak igen nehezen mondott le: erre 1997 őszéig kellett várni: szeptember 24-én váltotta államelnöki posztján Trần Đức Lương. Lemondását, és vietnám politikai életéből való hátrahúzódását követően még két évtizedig élt: 2019 tavaszán hunyt el.